# ماركوس توماس
ماركوس توماس (بالإنجليزية: Marcus Thomas)‏ هو ممثل بلجيكا وأمريكي، ولد في 1950 في بلجيكا.

## وصلات خارجية
- ماركوس توماس على موقع IMDb (الإنجليزية)
- ماركوس توماس على موقع قاعدة بيانات الفيلم (الإنجليزية)